# هجوم زيورخ 2016
هجوم زيورخ هو حادثة هجوم وقعت بتاريخ 19 ديسمبر، 2016م وذلك بإطلاق نار في مركز إسلامي وسط مدينة زيورخ السويسرية من قِبل شاب سويسري، أصيب على إثره ثلاثة أشخاص. كما عُثر أيضاً على شخص ميت بالقرب من مسرح الجريمة، تبيّن لاحقاً أنه قتل في اليوم السابق للحادثة من قِبل نفس الشخص الذي قام بالهجوم.

## الحادثة
حدث الهجوم على مركز إسلامي بالقرب من محطة قطار بزيورخ من قِبل شاب سويسري يبلغ من العمر 24 عاماً، حيث قام بإطلاق النار على المُصلّين بشكل عشوائي، مما تسبب في إصابة ثلاثة أشخاص تبلغ أعمارهم 30 سنة و35 سنة و56 سنة؛ اثنين منهم إصابتهم خطيرة بينما حالة الثالث أقل خطورة. قامت الشرطة بعد ذلك بحماية المنطقة والعمل على إلقاء القبض عليه، إلا أنه تبين لاحقاً بأنه انتحر بعد عملية إطلاق النار بقليل، حيث وجدت الشرطة جثته بعد ساعات من الحادثة في نهر يبعد عن المركز الإسلامي بحوالي 300 م. كما ذكرت الشرطة بأنه ليس هناك أي مؤشرات لعمل إرهابي أو تطرف يميني في الحادثة، وأن القاتل له ولع بعلم الغيبيات.
كما وجدت الشرطة جثة لضحية تم طعنها حتى الموت في المدينة ذاتها وذلك في اليوم السابق للحادثة وتحديداً في 18 ديسمبر 2016، وتبين بأن قاتل الضحية هو نفس الشخص الذي قام بالهجوم على المركز الإسلامي، وقد كان القاتل على معرفة بالضحية.

## ردود الأفعال
- الولايات المتحدة: قال الرئيس الأمريكي المنتخب دونالد ترامب بأن الحادثة هي «هجوم إرهابي»، كما قال أيضاً بأنه «يجب على العالم المتحضر أن يغير من طريقة تفكيره».[8]